# Лумпашур
Лумпашу́р (рос. Лумпашур) — присілок в Глазовському районі Удмуртії, Росія.

## Населення
Населення — 10 осіб (2010; 28 в 2002).
Національний склад станом на 2002 рік:
- удмурти — 93 %

## Урбаноніми[3]
- вулиці — Зарічна, Клубна, Лумпашурська